# Gwen Crellin
Gwendoline Crellin (MBE) (juni 1917 - 9 december 2006) was de eerste vrouwelijke marshal van de Isle of Man TT en de Manx Grand Prix. Ze was betrokken bij de oprichting van de Manx Grand Prix Supporters Club, het Rescue Helicopter Fund en de TT Marshals Association.
Gwen werd in Ballaugh geboren, maar toen ze zes jaar oud was verhuisde het gezin naar Orrisdale. Toen Gwen in 1954 trouwde verhuisde ze terug naar Ballaugh, waar ze in haar huis "Coan Buigh" met haar man Charlie een café begon.

## Marshal
Gwen groeide op met de TT en de Manx Grand Prix. Het circuit, de Snaefell Mountain Course, loopt zowel door Ballaugh als door Orrisdale. Haar eerste herinnering aan de races was geen leuke: ze zat als klein meisje op de arm van haar moeder en zag hoe een losgebroken lammetje werd overreden door Walter Alexander. In 1962 werd ze de eerste vrouwelijke marshal en haar post was voor haar eigen voordeur.
Ze raakte ook meteen betrokken bij de oprichting van de TT Marshals Association, die doelgericht ging werken aan de opleiding van marshals. Ze bleef het werk als marshal doen tot in 2000, toen ze 83 was. De eerste zeven jaar stond ze daar helemaal alleen, soms met wat toeschouwers die vaak nieuwsgierig waren naar haar optreden als er iets zou gebeuren. In 1969 werd haar man Charlie ook marshal en toen regelden ze de zaken samen.

### Lady in White
Alle marshals werkten in die jaren in witte stofjassen, maar Gwen droeg meestal ook een geheel wit broekpak. Giacomo Agostini, die vaak thee kwam drinken en een goede vriend werd, gaf haar de bijnaam "Dama Bianca" en voor de coureurs werd ze dus "the Lady in White".
Ze was erg betrokken bij de coureurs en hun gezinnen. Als ze in de buurt van Coan Buigh stilvielen kon Gwen soms niet weg van haar werkplek, maar binnen stond de tafel vol met thee, verfrissingen en cake en Gwen zei eenvoudig: "Help yourself". Dat gold trouwens ook voor het gereedschap dat ze klaar had liggen. Sommige coureurs vielen vooral tijdens trainingen opvallend vaak stil bij Coan Buigh. Ze kenden Gwen ook, want ze had besloten dat de Crossley Tour bij haar café moest stoppen. Dit was een busrit voor nieuwkomers, die in 1950 werd ingesteld door coureur Don Crossley om ze de gelegenheid te geven het 60 km lange circuit te leren kennen en waar ze ook uitleg kregen van een ervaren coureur.
Veel coureurs stelden er eer in om haar te groeten, zelfs als ze met hoge snelheid voorbij kwamen. Steve Hislop viel in het eerste trainingsrondje van zijn leven stil voor Gwen's deur. Het was in de tijd dat ochtendtrainingen nog waren toegestaan en hij moest wachten tot hij werd opgehaald. Gwen stond erop een compleet Engels ontbijt voor hem te maken. Hislop zei later: "sindsdien groette ik haar altijd als ik langs kwam, door te zwaaien of met mijn voet te wiebelen, ongeacht hoe hard ik ging". Een rijder die stilviel door een losse uitlaat kreeg cake en thee. Hij wilde wel doorrijden, maar hij moest ergens draad zien te krijgen om zijn uitlaat vast te zetten. Toen hij na tien minuten buiten kwam was Gwen haar tuinhek kapot aan het knippen om hem die ijzerdraad te geven. Giacomo Agostini was een vaste bezoeker. Zijn racecarrière eindigde in 1977, maar toen hij in 2003 een ererondje reed op Man, vergat hij niet te stoppen om Gwen een zoen te geven.

## Manx Grand Prix Supporters Club en Rescue Helicopter Fund
In 1975 viel Michael Bird bij Quarry Bends, 1.600 meter voorbij Coan Buigh. Hij moest met een ambulance naar het ziekenhuis worden gebracht. Er waren al helikopters tijdens de races, maar in de trainingen van de Manx Grand Prix niet. De marshal bij Quarry Bends besprak de situatie met Gwen en ze werd gevraagd een fonds te helpen opzetten om ook tijdens de trainingen een helikopter te hebben. Er werd een open inschrijving georganiseerd bij de Kirk Michael Football Club en de Manx Grand Prix Supporters Club werd opgericht. Die had tot doel fondsen voor de helikopter te werven. Gwen werd ere-secretaris van de supportersclub en hielp met het oprichten van het Rescue Helicopter Fund. Er werd gecollecteerd onder de bezoekers van wedstrijden, maar Gwen organiseerde ook een loterij en gesponsorede wandelingen om geld in te zamelen.

## Newcomers
In 1979 werd Gwen voorzitter van de supportersclub. Toen begonnen ook de stops van de Crossley Tours, die daar 21 jaar lang zouden stoppen. De coureurs werden voorgelicht over het circuit, maar Gwen gaf ze een eenvoudige raad mee: "Take care and ride safely". Ze vond ook dat coureurs hun partner verstandig moesten kiezen: "laat ze niet denken dat het allemaal glamour is". Voor de meeste coureurs was het hun eerste bezoek aan het eiland Man. Snelheid ontwikkelen konden ze altijd nog, maar Gwen vond het belangrijk dat ze eerst goed trainden om het circuit te leren. Ze had haar sluitingstijd, maar vooral nieuwelingen konden altijd binnenwippen.

## Member of the Most Excellent Order of the British Empire
In november 1994 werd Gwen Crellin genomineerd om te worden benoemd tot Lid in de Orde van het Britse Rijk. In januari werd ze opgenomen in de Orde en in februari werd ze ontvangen door Koningin Elisabeth, die haar arm in een mitella droeg, waardoor de medaille werd opgespeld door de Lord Chamberlain.
In 1997 werd door de Manx Grand Prix Supporters Club een plaquette aan haar tuinmuur bevestigd met een tekeningetje van Gwen met haar vlag en de tekst "Presentend bij the M.G.P. Supporters Club, 29th June 1997". Na haar overlijden kwam het huis in andere handen en verhuisde men de plaquette naar de overkant van de weg, waar al een kleine gedenksteen van de coureur Gary Dickinson stond.
Gwen overleed op 9 december 2006 op 89-jarige leeftijd in het verzorgingstehuis King Reach in Ramsey.